# Pribislav
Pribislav († 30. prosince 1178) byl poslední kníže obodritský a první kníže meklenburský, syn obodritského knížete Niklota. Je zakladatelem dynastie Meklenburských.

## Boje s Jindřichem Lvem v letech 1160 až 1163
Roku 1160, poté co se Jindřich Lev vrátil z tažení z Itálie, kde se zúčastnil dobývání Milána, zahájil nové tažení proti Obodritům. Tohoto tažení se také zúčastnil Jindřichův spojenec, dánský král Valdemar I. Veliký. Niklot, kníže obodritský, se pokusil tažení čelit protiútokem na Jindřichovo město Lubek, kterému veleli jeho synové Pribislav a Vartislav, avšak protiútok se nezdařil a město se nepodařilo dobýt. Niklot nechal spálit své hrady Ylowe, Veligard, Zvěřín a Dubin a opevnil se ve Wurle nad řekou Warnow, odkud napadal Jindřichovo vojsko.
Při jednom nájezdu však Niklot padl nedaleko hradu Vorel do léčky, byl obklíčen a zabit. Po Niklotově smrti začal Jindřich Lev obsazovat Obodritsko a rozdělil je svým vazalům. Malchow udělil Ludolfovi z Peine, hrad Kuscina dal Ludolfovi, fojtovi z Brunšviku, Ylowe udělil Guncelinovi a Veligrad (Meklenburk) udělil Jindřichovi ze Skathen. Pribislav a Vartislav v té době ovládali pouze Wurle a bývalou zemi kmene Chyžanů, kterou si podmanil kníže Gotšalk.
Odtud pokračovali v nájezdech na Jindřichova vojska na obodritském území. Hodlali se především zmocnit Veligradu, avšak Guncelin, který získal na výpomoc vojsko Jindřicha Lva, zaútočil roku 1163 na Wurle a Vartislav v něm brzy kapituloval. Vartislav pak byl až do roku 1165 vězněm Jindřicha Lva.

## Povstání roku 1164
Roku 1164 byl Pribislav i se svým synovcem Niklotem pokřtěn meklenburským biskupem Bernem. Na jaře téhož roku Pribislav přitáhl k hradu Meklenburku. Správce hradu Jindřich ze Skathen nebyl v té době přítomen a tak ozbrojení mužové na hradě neměli velitele. Pribislav vyzval obránce hradu ke kapitulaci s tím, že zachová jejich životy i majetek. Obránci hradu však kapitulovat odmítli a Pribislav jej zanedlouho dobyl. Všichni muži z hradu byli pobiti, ženy a děti Pribislav odvedl do zajetí a hrad vypálil.
Poté Pribislav zamýšlel dobýt hradiště Ylowe, ovládané Guncelinem, to se mu však nepodařilo. Vévoda Jindřich Lev reagoval na povstání vojenským tažením, kterého se opět zúčastnili jeho spojenci – dánský král Valdemar a Albrecht I. Medvěd, markrabě braniborský. Jindřich Lev nechal poblíž hradu Malchow oběsit Vartislava, mladšího bratra Pribislava, který byl až do té doby jeho vězněm. Spojená vojska Jindřicha pak táhla k Dyminu na pomořanských hranicích. V blízkosti Dymina čekal Pribislav spolu s pomořanskými knížaty Kazimírem a Bogislavem. První předvoj Jindřichových vojsk, kterým byli Nordalbingové, byl Pribislavem zničen. Pribislav poté vypálil Dymin a ustoupil na území pomořanských knížat. Jindřich Lev a dánský král Valdemar jej do Pomořan pronásledovali. Zde však došlo k nečekanému zvratu událostí. K Jindřichu Lvovi se dostavil posel, který ho informoval, že do Brunšviku dorazilo poselstvo byzantského císaře. To Jindřicha Lva odvrátilo od dalšího pronásledování Pribislava a vrátil se i s vojskem do Brunšviku. Pribislav poté pobýval na dvoře pomořanských knížat.

## Poddání se Jindřichovi a poslední léta života
Roku 1168 vévoda Jindřich Lev vzal Pribislava na milost a udělil mu Obodritsko, s výjimkou Zvěřína, v léno. Obodritsko definitivně přestalo být nezávislým státem. Pribislav se stal vazalem Jindřicha Lva.

V letech 1171 až 1173 se Pribislav zúčastnil „soukromé“ křižácké výpravy saského vévody Jindřicha Lva do Palestiny. O tom, jak se Pribislav na výpravě podílel však nejsou žádné informace. Později, po návratu z výpravy, Jindřich Lev dal Pribislavovu synovi Jindřichu Borvinovi za manželku svoji nemanželskou dceru.
30. prosince 1178 se Pribislav zúčastnil turnaje v Lüneburgu, kde byl těžce raněn a zakrátko zemřel. Byl pohřben v klášteře sv. Michala a roku 1219 bylo jeho ostatky přemístěny do kostela v Bad Doberanu.

## Rodinné vztahy
Manželkou Pribislava byla dcera Vartislava Vojslava. Z manželství se narodil syn Jindřich Borvin I., budoucí kníže meklenburský.